# Manuel Joaquim de Meneses
Manuel Joaquim de Meneses (Porto, 8 de agosto de 1778 — Almeida, 13 de Outubro de 1835), 1.º e único barão do Cabo da Praia, foi um oficial do Exército Português, que atingiu o posto de brigadeiro, que se distinguiu durante a Guerra Civil Portuguesa, em particular na Batalha da Praia, onde comandava o destacamento que defendia o Cabo da Praia, e durante o Cerco do Porto. Foi governador da Praça de Almeida, cargo que detinha quando faleceu.

## Biografia
Nasceu na Rua da Porta do Olival, “defronte do Anjo”, na freguesia portuense de Santo Ildefonso, em 8 de Agosto 1778, sendo filho de Joaquim da Silva Mafra.
Assentou praça no Exército, como voluntário, em 1796, sendo nomeado cabo em 1798. Em 1808 foi transferido para o Batalhão de Caçadores n.º 5, sendo promovido a alferes no ano seguinte, já quando se tinham desencadeado as invasões francesas. No decuros da Guerra Peninsular, na qual participou activamente e foi condecorado, em 1811 foi promovido a tenente, passando a capitão em 1813. Terminada a Guerra Peninsular, manteve-se no Exército, sendo promovido a major em 1820.
Foi um dos militares que aderiu às ideias liberais, razão pela qual foi demitido do Exército em 1828 e obrigado a refugiar-se na Galiza e daí partir para o exílio em Plymouth, na Grã-Bretanha. Reunidas as forças liberais na ilha Terceira, chegou àquela ilha no mês de Fevereiro de 1829, recebendo o comando do Batalhão de Voluntários da Rainha. Aquele batalhão estava destacado na Praia, tendo-lhe cabido dirigir as operações de defesa do flanco sudoeste durante o desembarque gorado de 11 de Agosto de 1829, altura em que se distinguiu pela sua coragem e determinação.
Em finais de Outubro de 1829 foi transferido para o Batalhão de Caçadores n.º 12, com o qual participou na conquista das ilhas do Grupo Central dos Açores, tendo permanecido com aquele batalhão na Horta depois da conquista da ilha do Faial pelo conde de Vila Flor. Nomeado comandante do batalhão em Maio de 1830, procedeu ao recrutamento nas ilhas do Faial e Pico, tendo completado os efectivos com a incorporação de 361 homens, criando assim aquele que seria considerado o «Batalhão Faialense» do Exército Libertador. Como comandante do Batalhão de Caçadores 12 participou no Desembarque do Mindelo e depois no Cerco do Porto. Em 1832 foi promovido a tenente-coronel, em 1833 a coronel e em 1834 a brigadeiro.
Em 1834, transferido para o comando do Regimento de Infantaria n.º 11 solicitou o governo do Castelo de São João Baptista do Monte Brasil, em Angra como prémio de fim de carreira. Não obteve essa nomeação, sendo antes escolhido para governador interino da Província do Douro. Nesse mesmo ano de 1834 passou para governador da Província de Trás-os-Montes, sendo no ano de 1835 nomeado governador da praça de Almeida, cargo que exercia quando faleceu.
O título de «barão do Cabo da Pria» foi um título nobiliárquico criado por decreto de 23 de Setembro de 1835, da rainha D. Maria II de Portugal, a favor de Manuel Joaquim de Meneses pela acrisolada fidelidade, bravura e constante devoção cívica de que tem dado repetidas provas durante a sua longa carreira militar e em especial pelos relevantes serviços militares durante a Guerra Civil Portuguesa, nomeadamente na ilha Terceira em 1829, contribuindo para a vitória na Batalha da Praia, e no Cerco do Porto. Casou com Leonor de Melo, de quem teve uma única filha, Emília Leonor do Carmo. O título é uma referência à freguesia do Cabo da Praia, no extremo sudoeste da Baía da Praia, onde comandou um destacamento dos Voluntários da Rainha que se destacou pelo denodo com que se defenderam contra o desembarque miguelista a 11 de Agosto de 1829.
Foi comendador da Ordem de São Bento de Avis, oficial da Ordem de Nossa Senhora da Conceição de Vila Viçosa e oficial da Ordem da Torre e Espada.